# 阿卜杜勒·拉希德·杜斯塔姆
阿卜杜勒·拉希德·杜斯塔姆（波斯語：عبدالرشید دوستم, IPA：[ˈæbdurræˈʃid dosˈtum]; 1954年3月25日—），阿富汗烏兹别克族軍閥，原为阿富汗人民民主党旗帜派成员，曾參與苏阿战争，1992年带领部分阿富汗共和国部队倒戈，给予穆罕默德·纳吉布拉政权致命一击，戰後成為阿富汗烏兹别克族社群领袖，他的許多支持者稱他為“帕夏”（پاشا）。他曾參與北方聯盟對抗南方普什圖人的塔利班，期間他控制下的馬扎里沙里夫成為阿富汗唯一一座允許女性就讀大學的城市。他在2014年起出任阿富汗副總统。，2020年晋升元帅。

## 生平
杜斯塔姆出生於朱茲詹省的一個烏茲別克族農民家庭，他的父親是烏茲別克人，母親是土庫曼人，十幾歲時加入了阿富汗人民民主黨（PDPA），然後加入了阿富汗國民軍並接受了傘兵訓練，在他的家鄉希比尔甘附近服役。隨著蘇阿戰爭的開始，杜斯塔姆指揮一支民兵經常擊敗聖戰者，甚至說服一些人投奔共產主義事業。因此，該國北部的大部分地區都處於政府的強大控制之下。他在軍隊中獲得多次晉升，並於 1988 年被穆罕默德·納吉布拉總統授予“阿富汗英雄”稱號。此時，他在負責的地區指揮了多達 45,000 名士兵。
繼蘇聯解體，杜斯塔姆起到了納吉布拉政府的垮台核心作用，他在北部指揮的師級規模的忠誠部隊成為他新成立的名為阿富汗青年黨的獨立準軍事部隊。他與艾哈邁德·沙阿·馬蘇德結盟，在另一場內戰迫在眉睫之前，他們一起佔領了喀布爾。最初支持布爾哈努丁·拉巴尼的新政府，1994 年他與古爾布丁·希克馬蒂亞爾結盟，改變立場，但他在 1996 年再次支持拉巴尼。在此期間，他仍然控制著該國北部。1998年，這座城市被塔利班佔領，杜斯塔姆逃離該國，直到2001年返回阿富汗加入北方聯盟軍隊。
塔利班垮台後，他加入臨時總統哈米德·卡爾扎伊政府擔任國防部副部長，後來擔任阿富汗軍隊總參謀長，該職通常被視為禮節性職位。他的民兵與忠於阿塔·穆罕默德·努爾將軍的軍隊發生爭執。杜斯塔姆是2004年大選的候選人，也是2009年大選勝利的卡爾扎伊的盟友。從 2011 年起，他成為阿富汗民族陣線領導委員會的成員。他曾擔任阿富汗副總統在阿什拉夫·加尼的政府從 2014 年到 2020 年。在加尼與前首席執行官阿卜杜拉·阿卜杜拉達成政治協議後，他於 2020 年晉升為元帥。杜斯塔姆于2021年塔利班攻势期间负责马扎里沙里夫的防务，8月14日城破后逃往乌兹别克斯坦。

## 個人榮譽
- “阿富汗民主共和國英雄”，獲得金星獎章和四月革命勳章（1986年）。
- “阿富汗民主共和國英雄”(第二枚金星獎章)和自由太陽勳章（1988 年）

## 相关影视作品
- 12猛漢